# الحاسة السابعة (فلم)
الحاسة السابعة هو فيلم مصري كوميدي من إنتاج عام 2005 ومن إخراج أحمد مكي وبطولة أحمد الفيشاوي ورانيا الكردي. وهو أول فيلم يخرجه أحمد مكي. وقصته مأخوذة من الفيلم الأمريكي ما تريده النساء المُنتج عام 2000.
تاريخ عرض الفيلم يوافق عيد الفطر في مصر 1426 هـ.

## قصة الفيلم
تدور أحداث الفيلم حول الشاب يحيى المصري، وهو شاب يحب الكونغ فو منذ الصغر، ويسعى لكي يكون بطل مصر وعندما يتحقق الحلم يكتشف أنه ليس مشهوراً لأن اللعبة ليس لها جمهور في مصر، فيفكر في مواجهة بطل الصين والعالم فومانشي، لكنه لن يستطيع هزيمته بدون امتلاكه للحاسة السابعة ورغم تحقيق أمنيته إلا أن حياته تنقلب رأساً على عقب ويفقد حبيبته وأصدقائه ليكتشف أنه يستطيع الانتصار دون الحاسة السابعة.

## بطولة
- أحمد الفيشاوي: (يحيى المصري)
- أحمد مظهر (ممثل): (فومانشي)
- رانيا الكردي: (منى)
- أحمد راتب: (العراف)
- عبد الرحمن أبو زهرة: (جد يحيى)
- يوسف داود: (ناظر المدرسة)
- عبد الله مشرف: (رشدان - معلم الكونغ فو)
- إيناس مكي: (هايدي)
- هالة فاخر: (ضيفة شرف)
- أحمد عقل: (حافظ - مدرس)
- عمرو القاضي: (علي)
- حمدي هيكل: (سيد شمندي)
- خالد الغندور: (ضيف شرف بشخصيته)
- خيري حسن: (ضيف شرف بشخصيته)

## فريق العمل
- إخراج: أحمد مكي
- تأليف: أحمد مكي، محمد جمعة
- إنتاج: نيوسينشري للإنتاج الفني
- توزيع: دولار فيلم
- مونتاج: عمرو صلاح
- موسيقى تصويرية: شادي السعيد
- مدير التصوير: مازن المتجول

## وصلات خارجية
- مقالات تستعمل روابط فنية بلا صلة مع ويكي بيانات